# 菊华站
菊华站是昆明地铁4号线与6号线的地铁车站，是一个换乘站，位于中华人民共和国云南省昆明市官渡区彩云北路与归西十路交叉口，于2020年9月23日开通。本站为昆明地铁第一个开通即为换乘站的车站。

## 车站结构
菊华站位于彩云北路与归西十路交叉口，4号线车站沿彩云北路设置，呈东西走向，为地下两层侧式站台车站，车站长361米，标准段宽29米，车站地下一层为站厅层，地下二层为站台层，站台设置全高站台门。6号线车站平行于4号线车站北侧设置，呈东西走向，为地下两层岛式站台车站，车站长208.77米，标准宽21.7米，车站地下一层为站厅层，地下二层站台层，站台设置全高站台门。两线采用通道换乘形式，换乘通道连接4号线站厅北侧与6号线站厅南侧。
|                   |  | █ 6号线往塘子巷（东郊路）       |
| 島式 · 開左邊车门 |  |                                 |
|                   |  | █ 6号线往机场中心（东部汽车站） |

| 側式 · 開右邊车门 |  |                                 |
|                   |  | █ 4号线往金川路（菊花村）       |
|                   |  | █ 4号线存车线                   |
|                   |  | █ 4号线往昆明南火车站（和甸营） |
| 側式 · 開右邊车门 |  |                                 |

## 出入口
菊华站共有5个出入口，其中A-B出入口连通6号线站厅，C-E出入口连通4号线站厅，各出口及周围设施如下所示：
| 编号                  | 地点                 | 建议前往的目的地                                                 | 照片           |
| 连通 6号线站厅        | 连通 6号线站厅       | 连通 6号线站厅                                                   | 连通 6号线站厅 |
| --------------------- | -------------------- | ---------------------------------------------------------------- | -------------- |
| 出口 · A              | 金马路               | 黑土凹小区、昆明金马物资商城、金马正昌水果批发市场               |                |
| 出口 · B · 升降机标志 | 金马物资商场内部道路 | 昆明金马物资商城、林骏苑、铭骏苑、军场小区、金马正昌水果批发市场 |                |
| 连通 4号线站厅        |                      |                                                                  |                |
| 出口 · C              | 彩云北路             | 昆明二运公司三公里客运站、圣世一品                               |                |
| 出口 · D              | 彩云北路、贵昆路     |                                                                  |                |
| 出口 · E · 升降机标志 | 金马路               |                                                                  |                |
| 註： 設有             |                      |                                                                  |                |

## 接驳交通

### 公交车
- 三公里：11路，108路，247路
- 彩云北路口(归十西路)：Z16路

## 车站历史
- 2019年
  - 3月30日，6号线车站主体结构封顶[4]。
  - 4月29日，4号线车站主体结构封顶[2]。
- 2020年9月23日，车站随4号线与6号线二期通车开通[1]。